# (18845) Cichocki
(18845) Cichocki est un astéroïde de la ceinture principale.

## Description
(18845) Cichocki est un astéroïde de la ceinture principale. Il fut découvert le 7 septembre 1999 à Črni Vrh par Herman Mikuž. Il présente une orbite caractérisée par un demi-grand axe de 2,64 UA, une excentricité de 0,12 et une inclinaison de 12,6° par rapport à l'écliptique.

## Compléments